# Entelopes similis
Entelopes similis är en skalbaggsart som beskrevs av Francis Polkinghorne Pascoe 1866. Entelopes similis ingår i släktet Entelopes och familjen långhorningar. Inga underarter finns listade i Catalogue of Life.